# Хищник: Планета смерти
«Хищник: Планета смерти» (англ. Predator: Badlands) — будущий американский научно-фантастический боевик режиссёра Дэна Трахтенберга по его же сценарию, написанному совместно с Патриком Эйсоном. Седьмой фильм во франшизе «Хищник».
Подробности сюжета держатся в секрете, но известно, что действие картины развернётся в будущем.

## Сюжет
Главный герой — молодой яуджа или хищник, который стремится завоевать уважение своего клана и отца. В поисках достойной добычи он отправляется на Калиск, или «Планету Смерти», населённую крайне опасной флорой и фауной. По мере развития сюжета, хищник объединяется с Тией — андроидом, созданным корпорацией Weyland-Yutani. Фильм раскрывает культуру и общество хищников, показывает их родную планету и полноценный язык, разработанный специально для фильма.

## В ролях
- Димитриус Шустер-Колоаматанги — Дек, молодой хищник в изгнании[6]
- Эль Фэннинг[4] — Тиа, андроид, созданная корпорацией Weyland-Yutani[7]

## Производство
Ещё в 2022 году Трахтенберг заявлял о желании снять новый фильм о хищнике после выпуска «Добычи» и показать в фильме то, «чего раньше не делали» во франшизе. Режиссёром выступает Дэн Трахтенберг, а сценаристом — Патрик Эйсон. В феврале 2024 года шёл кастинг на главную женскую роль, по итогам которого взяли актрису Эль Фэннинг. Ранний сюжет должен был раскрывать сложные семейные взаимоотношения двух сестёр — Тии и Тессы, которые следуют разными путями. Обеих сестёр должна была сыграть Фэннинг.
Основные съёмки начались 27 августа 2024 года в Новой Зеландии. Трахтенберг вдохновлялся историями о Конане-Варваре, фильмами «Шейн» (1953), «Безумный Макс 2: Воин дороги» (1981), «Книга Илая» (2010), вестернами Клинта Иствуда, а также игрой «Shadow of the Colossus».
Трахтенберг задумал фильм, как самостоятельную часть серии, вдохновлённой расширенной вселенной о хищниках. Он хотел раскрыть культуру и общество хищников, в частности показать из расширенной вселенной так называемый «Яутжа прайм» — родной мир хищников. Для этой цели было решено разработать полноценный язык хищников, для чего были приглашены лингвисты, создавшие язык На’ви для фильма «Аватар». В отличие от предыдущих фильмов франшизы, хищник по имени Дек в «Пустошах» является главным героем, а не антагонистом, обречённым погибнуть от рук героя-человека. Ему приходится сталкиваться с тварями куда большего размера и прибегать к смекалке, чтобы их одолеть. Дека играет каскадёр Димитриус Шустер-Колоаматанги, выучивший язык хищников специально для этой роли. Лицевые движения были созданы с помощью компьютерной графики, а не аниматроники, как в предыдущих фильмах франшизы, так как графика позволяла лучше передавать эмоциональные выражения хищника. Студия Wētā Workshop также участвовала в работе над дизайном и созданием практических эффектов для фильма. Важную роль в истории фильма также играет корпорация Weyland-Yutani из франшизы «Чужого».